# ماتیا رینالدینی
ماتیا رینالدینی (انگلیسی: Mattia Rinaldini؛ زادهٔ ۳۱ مهٔ ۱۹۸۰) بازیکن فوتبال اهل ایتالیا است.
از باشگاه‌هایی که در آن بازی کرده‌است می‌توان به باشگاه فوتبال آسکولی، باشگاه فوتبال پادوا، باشگاه فوتبال بنونتو، باشگاه فوتبال آ.ث. میلان، باشگاه فوتبال اتلتیکو آرتزو، و باشگاه فوتبال وارزه اشاره کرد.
وی همچنین در تیم‌های ملی فوتبال بازی کرده است.